# Georges Hubin
Georges Hubin (* 1863 in Bouvignes-sur-Meuse, Provinz Namur, Belgien; † 1947 in Vierset-Barse, Provinz Lüttich, Belgien) war ein belgischer sozialistischer Politiker.

## Biografie
Hubin, ein gelernter Steinmetz, wurde er 1848 zum Mitglied der Abgeordnetenkammer gewählt und vertrat in dieser bis 1946 die Arrondissements Huy und Waremme. Als solcher engagierte er sich zeitlebens insbesondere für Arbeitsschutz, das Streikrecht sowie das Recht auf Bildung. Als Verfechter eines Einheitsstaates schloss er sich aus Angst vor einer Übermacht der Vlaamse Beweging dem Mouvement wallon an.
Andererseits war er ein Anhänger des Militarismus und wurde 1912 Mitglied der Parlamentarischen Untersuchungskommission zur Einführung einer allgemeinen Wehrpflicht. Zu Beginn des Ersten Weltkrieges 1914 trat er als 51-Jähriger freiwillig seinen Militärdienst in den belgischen Streitkräften an und wurde bis zum Ende des Krieges zum Offizier befördert.
1939 beabsichtigte er als 76-Jähriger in die Fremdenlegion einzutreten, um gegen die Wehrmacht im Westfeldzug zu dienen. Allerdings verweigerte er dann beim deutschen Einmarsch nach Belgien vom 10. Mai bis zum 28. Mai 1940 seine Kriegsteilnahme und ging stattdessen nach Frankreich ins Exil.
Für seine politische Verdienste wurde er am 3. September 1945 mit dem Ehrentitel eines Staatsministers ausgezeichnet, obwohl er selbst niemals Minister oder Präsident einer Kammer des Föderalen Parlaments war.
Sein  Sohn Fernand Hubin war nicht nur Bürgermeister von Huy, sondern auch Mitglied der Abgeordnetenkammer und des Senats.
| Personendaten    | Personendaten                               |
| ---------------- | ------------------------------------------- |
| NAME             | Hubin, Georges                              |
| KURZBESCHREIBUNG | belgischer Politiker (Sozialist)            |
| GEBURTSDATUM     | 1863                                        |
| GEBURTSORT       | Bouvignes-sur-Meuse, Provinz Namur, Belgien |
| STERBEDATUM      | 1947                                        |
| STERBEORT        | Vierset-Barse, Provinz Lüttich, Belgien     |